# Manuel de Heras Soto
Manuel María Martín de Heras Soto y Daudeville (Ciudad de México, 12 de noviembre de 1780 - 13 de julio de 1837) fue heredero del título nobiliario de Conde de Casa de Heras Soto, comendador de la Orden de Isabel la Católica, corregidor, alcalde, y teniente coronel; firmó el Acta de Independencia y fue miembro de la Regencia del Congreso durante el primer Imperio, encabezado por Agustín de Iturbide.

## Primeros años
Manuel de Heras Soto nació en la Casa de Heras Soto, en la calle de Manrique (hoy República de Chile núm. 6), Ciudad de México, el 12 de noviembre de 1780. Sus padres fueron el Conde de Casa de Heras Soto, don Sebastián de Heras Soto y Noreña y doña Mariana Daudeville Lavalle; fueron sus hermanos Dolores, Mariana e Ignacio de Heras y Daudeville y habitaron en la casa de la calle de Capuchinas núm. 8.
Como era costumbre entre los criollos de clase alta estudiar en España, Manuel salió de la Ciudad de México rumbo a España el 19 de diciembre de 1791, y se embarcó en Veracruz el 17 de enero de 1792, llegando así a Santander el 17 de marzo del mismo año. Ahí estudió gramática latina y filosofía en el Convento de San Francisco, matemáticas en la academia de aquella ciudad así como lengua francesa y violín en casa de sus tíos donde se crio. En julio de 1801 partió a Madrid dedicándose al estudio de monedas y cambios extranjeros. Posteriormente se mudó a París, donde vivió algunos meses. Regresó a Santander en 1802. Residió en España hasta abril de 1806. Después se dirigió a Francia y Holanda; estando en París comenzó a padecer del mal de gota.
Nuevamente regresó a España donde el 7 de febrero de 1808 se casó en Villa de Arciniega, provincia de Álava con doña Ana Rivaherrera y Vivanco.  En noviembre de 1808 tuvo lugar la segunda invasión napoleónica, por lo que tuvieron que emigrar llegando al Astillero del Guarnizo distante dos leguas de Santander, fue ahí donde nació su hija Mariana el 17 de enero de 1809. Al igual que Mariana, sus otras dos hijas, Carmen y Antonia nacieron en España el 21 de marzo de 1810 y el 14 de mayo de 1812 respectivamente; después la familia salió para México llegando a Veracruz en agosto de ese mismo año.
Instalados ya en la Ciudad de México, fijaron su residencia en esta capital en la calle del Portal de Mercaderes, frente al entonces palacio Virreinal. En cuanto llegaron, se desató la epidemia de cólera morbus que lamentablemente contrajo doña Ana y que le segó la vida “falleciendo el 11 de noviembre de 1813, siendo natural de Castilla la Vieja y habiendo recibido los Sacramentos se le daría sepultura en el Panteón de San Lázaro”.
Justo antes de fallecer doña Ana, dio a luz a su cuarto hijo, Sebastián, el 14 de septiembre de 1813 siendo bautizado en la Parroquia del Sagrario; fueron sus padrinos el padre de don Manuel y su hermana, Mariana. Poco tiempo después, además de la muerte de su esposa, tuvo la pena de perder a su hija Carmen, quien fue enterrada en el Panteón de San Miguel, y al año siguiente, el 5 de agosto falleció su padre en la Tlaxpana, y fue enterrado en el Panteón de San Francisco.

## Vida política
Don Manuel se dedicó a la vida política de México. En septiembre de 1821,  don Agustín de Iturbide lo nombró jefe del Ejército Trigarante y miembro de la Junta Provisional. Poco después, tuvo el honor, junto con otros notables criollos, de firmar el Acta de Independencia. De igual forma, Iturbide lo distinguió con los cargos de regente, miembro de la Diputación Provincial, y posteriormente diputado en la Cámara de Representantes.
En un segundo plano, no menos importante, se dedicó a conservar y acrecentar el capital que su padre le había heredado como era la hacienda de Queréndaro en Michoacán pues don Sebastián había dejado estipulado que “dicha posesión estuviera siempre unida a la del vínculo fundada como estaba en la dicha hacienda de Queréndaro”. Como don Manuel era el primogénito, a la muerte de su padre el título recayó en él por orden del Superior Gobierno en el mes de mayo de 1815 y decía así:

«Excelentísimo Señor. El Fiscal de Real Hacienda dice que don Manuel de Heras Soto, Alcalde Ordinario de segunda elección de esta Nobilísima Ciudad, representa que por fallecimiento de su padre el Señor Conde de Heras Soto, ha recaído en él este título por ser hijo primogénito ... acerca de lo cual trató el Fiscal Sobre las facultades que goza para sostener el lustre necesario a la condecoración que pretende del Título de Castilla ... en orden a que ha de fundarse un mayorazgo con el principal de cien mil pesos ... por lo cual han declarado sus testigos tiene bastante ... y que por Real Cédula de 1811, se explica que fue con libertad de los Reales Derechos de Lanzas y Media Anata por haberlos redimido con 200 000 reales de vellón enterados en la Tesorería Genera de España ...»

Debido a esto, el conde dirigió un billete al ayuntamiento agradeciendo. El billete dice así:

«Oficio del Excmo. Ayuntamiento. El señor D. Manuel de Heras Soto sobre haber recaído en él, el título de conde de Casa de Heras. Excmo. S.V. Este superior gobierno me ha expedido el correspondiente despacho del título de conde de Casa de Heras Soto que por fallecimiento de mi padre recayó en mi persona. El respeto y adhesión que me merece este ilustre Cuerpo me impelen a ofrecerle con el mayor gusto aquella condecoración; y deseándole que ella se aumente, suplico a V.E. tenga la bondad de mandar se tome nota del adjunto título en los libros se acostumbra, y a cuya providencia quedaré reconocido. Dios guarde a V.E. muchos años. México 17 de mayo de 1815. Rúbrica. EL CONDE DE CASA HERAS ...»

La respuesta dice así:

«Enterado este Ayuntamiento por el oficio de V.S. el 17 del corriente habérsele declarado por la Supd. Del E.S.V. la sucesión del título de conde de Casa Heras cuyo despacho se ha servido acompañar, se ha complacido de ello y acordado cumplimentar a Vs. Y darle la enhorabuena por medio de esta Diputación en los Libros que se acostumbra los vuelva a Vs. como solicita: lo que le aviso con atención. Doy fee. Mayo 22 de 1815. El conde de Casa Heras.»

Como consecuencia, el ayuntamiento de la ciudad giró unas instrucciones y don José Calapiz Matos tomó nota en el Libro Capitular, añadiendo:

«...Se dio cuenta con el oficio que antecede y título que le acompaña y en su vista se acordó que tomada razón de él, en los libros y términos de estilo se le devuelva con la nota y oficio correspondiente, y que los Sres. Méndez y Pico pasen a cumplimentar y dar la enhorabuena al Sr. Alcalde a nombre de esta N.C. cuya extraordinaria demostración y ceremonia ha determinado atendiendo a las circunstancias de ser en la actualidad su Presidente el referido Sr. Alcalde, conde don Manuel de Heras Soto y Daudeville ...Rúbrica.»

Posteriormente, la junta del Cabildo ordinario de esta ciudad registró un documento del 29 de mayo de 1816 que se leyó como sigue:

«Habiéndose hecho presente que no se ha insertado en ninguna de las actas el informe a su Magestad por esta Nobilísima Ciudad de los méritos y servicios del difunto señor conde de Casa Heras y sus hijos ... se mandó, se asiente en esta acta como se verifica y es del tenor siguiente:
	Señor, ninguna cosa complace más a los monarcas del carácter de V.M. que el escuchar la relación de los méritos y servicios de sus vasallos ... porque siempre anhelan de ejercitar su real y paternal munificencia. ... don Manuel conde de Casa Heras ... sobre la muerte de su padre don Sebastián conde del mismo título y de su hermano don Ignacio ... que tuvo en él un vasallo importante adornado de las más apreciables cualidades; irreprensible en su conducta moral y política ... y dando positivo buen ejemplo a sus conciudadanos ... hicieron que el Virrey Conde de Revillagigedo lo nombrase diputado del común para el bienio 1791-1792 y le confiase la tesorería, que el Real Tribunal de Minería lo numerase Consultor, que el Marqués de Branciforte le confierese el cargo de Alcalde, que el año de 1802 este Ayuntamiento lo eligiere Alcalde Ordinario de segundo voto ... y así por el mismo tenor merecedor de otros cargos. Además de los donativos de más de 32 000  pesos y el préstamo de 354 500 pesos que hizo al Gobierno para la habilitación de navíos, en las guerras con Francia e Inglaterra, por lo cual se le concedió en premio el título de Castilla, anexo al mayorazgo ... y cuyos hijos Ignacio y Manuel, caminando en la misma senda y animados de los propios nobles sentimientos ... hallándose el segundo en esa península al tiempo de la invasión de los franceses que destruyeron sus bienes dejándolo en estado deplorable ... obligó a su difunto padre a restituirlo a este reino para que le ayudase en su ancianidad ... así llegó a este Ayuntamiento el buen nombre y fama de don Manuel de Heras Soto ... siendo electo Alcalde ordinario de segundo voto. Después Alcalde ordinario de primer voto. En la milicia Alférez y Teniente. Capitán del real nombre de V.M. en Puebla. Esta es la calidad de vasallos que V.M. tiene en la Casa de Heras. Sala Capitular febrero 18-1816.»

La actuación del segundo conde don Manuel de Heras y Daudeville fue notable y sobresaliente. En general, la familia de los condes de Heras Soto, fue representativa de la élite social de su época, y a la vez protagonista de los importantes sucesos históricos que le tocó vivir.